# 公会議
公会議（こうかいぎ、ギリシア語: Οικουμενικές σύνοδοι, ラテン語: Concilium Oecumenicum, 英語: Ecumenical council）とは、キリスト教において全世界の教会から司教（主教）等の正規代表者が集まり、教義・典礼・教会法などについて審議決定する最高会議。

## 概要
それぞれの公会議は、開催地の名前を伴って～公会議と呼ばれ、同地域で複数回の公会議が行われた場合はそれぞれ第～を冠する。
別称として、世界公会議、エキュメニカル会議、普遍的公会議、全地公会議、総会議、万国公会議などがある。
公会議（公会）に対して、地方ごとに行われる教会会議も存在する。
特に、西ヨーロッパにおいて、地方ごとの教会会議もしばしば公会議 (concilium, council) と称されることがあるが（例：1095年のクレルモン教会会議を「クレルモン公会議」と称するなど）、世界公会議と、こうした地方ごとに開催された公会議とも呼ばれる教会会議の性格は異なる。
正教会は787年の第2ニカイア公会議（第7回公会議）までのみを普遍的公会議と認め、7回の公会議を全地公会、全地公会議と呼ぶ。
正教会においては地方ごとに行われる教会会議も地方公会等と称し、「公会」の語義が広い。

## 歴史的経緯
公会議は新約聖書の使徒行伝にみられるエルサレム会議がそのルーツであるといえる。初代教会では信仰についての議論が紛糾すると、各地域において代表者が会議を開き、決議を行っていた。だが、アレイオス派の問題が生じるにいたって、すべての地域の代表による会議の開催が必要となった。そうして開かれたのが最初の公会議である325年の第1ニカイア公会議であった。以後、多くの公会議が行われているが、場合によっては、後の公会議や教皇の勅令によって、公会議の無効、または議決の部分的修正がされる場合がある（たとえば449年のエフェソスにおける会議は「公会議」を名乗りつつも、完全に政治的計算から行われたため、エフェソス強盗会議（陰謀公会）と呼ばれ、公会議の中には数えられていない）。
西方教会においては、1378年の教会大分裂（シスマ）によってローマとアヴィニョンに教皇が並立し、教皇権の混乱と弱体化を引き起こした。この事態は教皇首位説のもとでは解決困難であり、公会議にこそ教会の最高決定能力があるとする公会議主義の主張が台頭した。1414年のコンスタンツ公会議では公会議主義者の主導によって公会議主義が決議されたが、教皇至上主義派の巻き返しもあって後のバーゼル公会議では教皇首位説が決議されることになった。
古代から中世まで、この種の宗教会議はしばしば東ローマ帝国の皇帝や時の権力者が召集し、また議長を務めることすらあり、世俗権力の強力な影響下で議論されることが多かった。そのため、ローマ使徒座を首位とする西方教会（カトリック教会）では、ローマ教皇（教皇）自ら出席せずにその特使（枢機卿）を派遣して、後に教皇が決議を承認するという形式が慣例となっていた。しかし、現在のカトリック教会の定める教会法では、教皇による召集が義務となっている。

## 各教派における解釈
公会議に関しては、キリスト教の各教派によってその重要性の解釈は異なっている。
- カトリック教会では、325年の第1ニカイア公会議から1962-65年の第2バチカン公会議までの21回の公会議を認めている。

- プロテスタント諸教会は（宗教改革期以降の公会議はもちろんのこと）すべての公会議を認めているわけではないが、初期の数回の公会議の重要性は認識されている。
  - 当時優勢であった異端アリウス主義を大論争のうえ排斥し、アタナシオスらによって三位一体論を公式に採択した第1ニカイア公会議（325年）および第1コンスタンティノポリス公会議（381年）、さらに三位一体論が正統的な神学であることの再確認と、キリストの神人両性論が公式に採択されたエフェソス公会議（431年）およびカルケドン公会議（451年）は重要な歴史的な公会議であるとされている。

- 正教会は基本的には787年の第2ニカイア公会議（第7回公会議）までの7回の公会議のみを認めており、それ以降は西方教会の地方教会会議であると認識している（決議の有効性は認めず）。ただし、ローマ・カトリックでいう第17回公会議（特にフィレンツェにおける会期）には議論がある。正教会の代表者も参加し、東西分裂以後、一致を計った普遍的な公会議たるべく開催され、一時は合意に達したものの、正教会が承認できる内容ではなかったため最終的に合意は成立せず、会議後間もなく東ローマ帝国が滅亡してしまったために交渉自体も消滅。このため正教会側では第8全地公会（第8回目の普遍的公会議）とは認識されていない。
  - なお、正教会では、自律した諸地方教会単位までの教会会議を便宜的に「地方公会」と呼ぶことがあり、これは使徒的な諸自律教会全体を包括する公会議を「全地公会」と区別される。現在でもローマ、コンスタンチノープル、ロシアなどの諸教会単位で行われる教会会議は地方公会であり、第1ニケアから第4コンスタンチノープル会議まで7回の会議のみが全地公会としての要件を満たした普遍的公会議（全地公会）であるとしている。

- 近年出現した分派（セクト）またはキリスト教系新興宗教の大多数が、公会議の全ての権威や歴史的な信仰宣言をいっさい認めず、ことごとく“否定”する傾向がある。
  - 彼らの主張を分析してみると、ほぼ例外なく、伝統的なキリスト教の主流派を「歴史の中で教会に悪魔が入りこんで堕落した」「中世の暗黒時代に背教と腐敗が入り込んだ」「人間の罪の結果または異教の介入によって教会が堕落し本来の姿から離れてしまった」「聖書に預言された堕落した背教の徴」「歴史的な教会改革運動は全て失敗であった」などと主張し、公会議の歴史的な決定事項や信仰告白を完全に否定する傾向がある。それらの大多数が、教祖的人物の受けたとされる啓示や、ほんの一握りの組織上層部の聖書理解や自分勝手な神学が強調されたり、ある種のカリスマ的な神秘体験が強調されたり、自らの宗教組織のみが神によって選ばれた地上の可視的な唯一の真理（救いの道）であるなどと主張するなど、独特の特徴がある。

## 公会議一覧

### 備考
843年に、イコノクラスムを決着したコンスタンティノープル公会議は、教会内の対立により表から除かれている。

### 一覧
| 回                                                    | 年                         | 公会議の名称                                   | 概要 | 有効性を認めている教会     | 有効性を認めている教会     | 有効性を認めている教会     | 有効性を認めている教会     | 有効性を認めている教会     |
| 回                                                    | 年                         | 公会議の名称                                   | 概要 | 西方教会                   | 西方教会                   | 東方教会                   | 東方教会                   | 東方教会                   |
| 回                                                    | 年                         | 公会議の名称                                   | 概要 | カトリック                 | その他                     | 正教会                     | 非カルケドン派             | アッシリア東方教会         |
| 全地公会議（第1回〜第7回）                            | 全地公会議（第1回〜第7回） | 全地公会議（第1回〜第7回）                     | 全地公会議（第1回〜第7回） | 全地公会議（第1回〜第7回） | 全地公会議（第1回〜第7回） | 全地公会議（第1回〜第7回） | 全地公会議（第1回〜第7回） | 全地公会議（第1回〜第7回） |
| ----------------------------------------------------- | -------------------------- | ---------------------------------------------- | --- | -------------------------- | -------------------------- | -------------------------- | -------------------------- | -------------------------- |
| 1                                                     | 325年                      | 第1ニカイア公会議                              | アレイオス派排斥およびニカイア信条採択、復活祭（復活大祭）の日付を確定                                                                       | ●                          | ●                          | ●                          | ●                          | ●                          |
| 2                                                     | 381年                      | 第1コンスタンティノポリス公会議                | 三位一体論の定義、ニカイア・コンスタンティノポリス信条採択                                                                                   | ●                          | ●                          | ●                          | ●                          | ●                          |
| 3                                                     | 431年                      | エフェソス公会議                               | ニカイア信条の正統性を確認。ネストリオス派の排斥とテオトコス論争の決着                                                                       | ●                          | ●                          | ●                          | ●                          | –                          |
| 4                                                     | 451年                      | カルケドン公会議                               | エウテュケスらの唱えた単性論（449年エフェソス強盗会議において認められたもの）の排斥                                                          | ●                          | ●                          | ●                          | –                          | –                          |
| 5                                                     | 553年                      | 第2コンスタンティノポリス公会議                | 三章問題(en)の討議、カルケドン公会議の決定の再確認                                                                                           | ●                          | △                          | ●                          | –                          | –                          |
| 6                                                     | 680年 –681年               | 第3コンスタンティノポリス公会議                | 単意論の排斥。ホノリウス問題を討議 | ●                          | △                          | ●                          | –                          | –                          |
| 7                                                     | 787年                      | 第2ニカイア公会議                              | 聖像破壊論者の排斥 | ●                          | △                          | ●                          | –                          | –                          |
| カトリック教会のみが有効とする公会議（第8回〜第21回） |                            |                                                | |                            |                            |                            |                            |                            |
| 8                                                     | 869年 –870年               | 第4コンスタンティノポリス公会議                | コンスタンディヌーポリ総主教フォティオスを追放                                                                                               | ●                          | –                          | –                          | –                          | –                          |
| 9                                                     | 1123年                     | 第1ラテラン公会議                              | ヴォルムス協約を承認、初めて西ヨーロッパで開催                                                                                               | ●                          | –                          | –                          | –                          | –                          |
| 10                                                    | 1139年                     | 第2ラテラン公会議                              | 教会改革を実施し、対立教皇によって引きおこされた分裂を収拾                                                                                   | ●                          | –                          | –                          | –                          | –                          |
| 11                                                    | 1179年                     | 第3ラテラン公会議                              | コンクラーヴェのシステム改正（2/3の多数決制）。以降、参加司教の名簿が作成されるようになる                                                    | ●                          | –                          | –                          | –                          | –                          |
| 12                                                    | 1215年                     | 第4ラテラン公会議                              | ヴァルド派・カタリ派を排斥。聖体の変化を示す「全実体変化 (Transsubstantiatio) 」を定義                                                       | ●                          | –                          | –                          | –                          | –                          |
| 13                                                    | 1245年                     | 第1リヨン公会議                                | 神聖ローマ皇帝フリードリヒ2世を教会の敵対者として非難                                                                                        | ●                          | –                          | –                          | –                          | –                          |
| 14                                                    | 1274年                     | 第2リヨン公会議                                | コンクラーヴェの制定。ギリシャ教会との合同を模索                                                                                             | ●                          | –                          | –                          | –                          | –                          |
| 15                                                    | 1311年 –1312年             | ヴィエンヌ公会議                               | テンプル騎士団の解散を命令 | ●                          | –                          | –                          | –                          | –                          |
| 16                                                    | 1414年 –1418年             | コンスタンツ公会議                             | 対立教皇を廃し、教会大分裂（シスマ）終結。ウィクリフ、フスを排斥。公会議主義的教令を採択                                                     | ●                          | –                          | –                          | –                          | –                          |
| 17                                                    | 1431年 –1445年             | バーゼル公会議、フェラーラ・フィレンツェ公会議 | 教皇首位説（コンスタンツ公会議の修正）、フィリオクェ問題の決議。カトリック（西方教会）と正教会の合同を目指した                               | ●                          | –                          | –                          | –                          | –                          |
| 18                                                    | 1512年 –1517年             | 第5ラテラン公会議                              | 教会改革を志向したが果たせず、宗教改革運動を招くことに                                                                                       | ●                          | –                          | –                          | –                          | –                          |
| 19                                                    | 1545年 –1563年             | トリエント公会議                               | 教義や教会の方向性が討議され、カトリック教会のアイデンティティーを再確認。刷新された典礼は以後400年変わらず                                  | ●                          | –                          | –                          | –                          | –                          |
| 20                                                    | 1869年 –1870年             | 第1バチカン公会議                              | 近代思想を否定し、教皇不可謬を宣言 | ●                          | –                          | –                          | –                          | –                          |
| 21                                                    | 1962年 –1965年             | 第2バチカン公会議                              | カトリック教会のアジョルナメント（今日化）を目指し、典礼・信仰の表現を刷新。カトリック教会の他宗教・他文化との対話（エキュメニズム）を推進。 | ●                          | –                          | –                          | –                          | –                          |